# Reformierte Kirche Stein

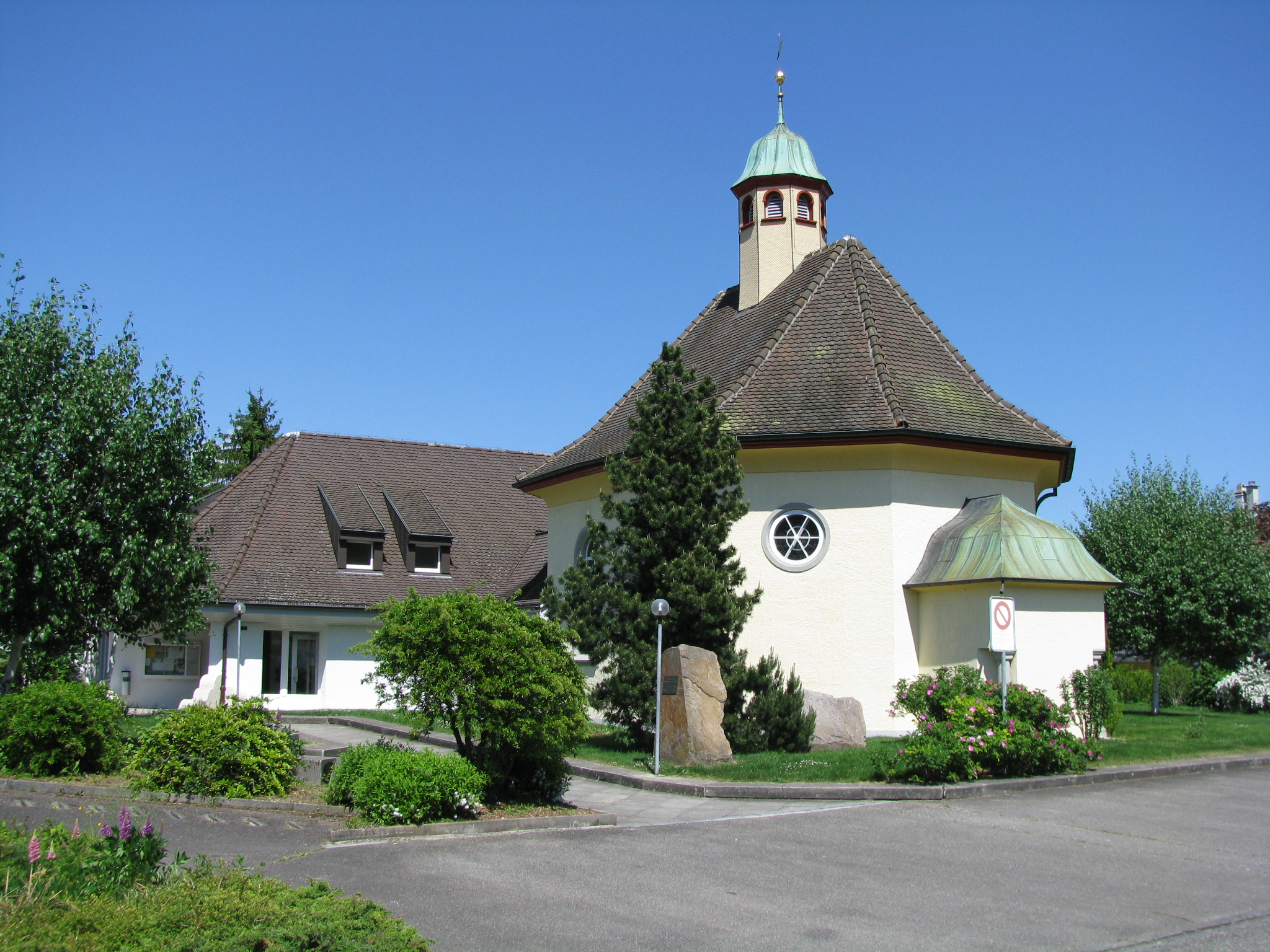
Reformierte Kirche Stein

Die reformierte Kirche Stein ist die reformierte Kirche in der aargauischen Gemeinde Stein in der Schweiz. Sie wurde 1927 erbaut und gehört der reformierten Kirchgemeinde Stein und Umgebung.

## Gebäude
Die vom Kölliker Architekten Haller erbaute Kirche hat einen gestreckten achteckigen Grundriss. An der Längsseite finden sich jeweils zwei Rundbogenfenster und auf der Südseite zwei Rundfenster. Auf dem Walmdach der Kirche findet sich ein achteckiger Dachreiter mit einer Kupferhaube. Im Dachreiter hängen zwei Glocken. Seit 1981 an der Nordseite weitere Kirchgemeinderäume angebaut wurden, erfolgt der Zugang zur Kirche durch diesen Anbau.

## Ausstattung
Im Jahre 1986 wurde von der Firma Hauser in die Kirche eine Orgel eingebaut, die 13 Register mit 2 Manualen umfasst.